# Сандаски (Охајо)
Сандаски (енгл. Sandusky) град је у америчкој савезној држави Охајо.

## Демографија
По попису из 2010. године број становника је 25.793, што је 2.051 (-7,4%) становника мање него 2000. године.
| Група             | 2000.          | 2010.          |
| Белци             | 20.317 (73,0%) | 17.487 (67,8%) |
| Афроамериканци    | 5.870 (21,1%)  | 5.686 (22,0%)  |
| Азијати           | 73 (0,3%)      | 150 (0,6%)     |
| Хиспаноамериканци | 859 (3,1%)     | 1.265 (4,9%)   |
| Укупно            | 27.844         | 25.793         |